# 素顔のときめき
素顔のときめき（すがおのときめき）は、NHKで2000年8月18日～9月9日に放送されたテレビドラマ。

## キャスト
- 新藤則子：大原麗子
- 諸岡一郎：杉浦直樹
- 新藤はるか：西田尚美
- 桑木博史：清水まなぶ
- 岩見沢：香川照之
- 恵子：りりィ
- ヒデ：杉山とく子
- 明乃：真屋順子

## 主題歌
- 「君の笑顔」清水まなぶ

## スタッフ
- 脚本：松原敏春
- 演出：笠浦友愛
- 制作：三井智一

## サブタイトル
1. シニアモデル志願
2. 出る杭は妬まれる
3. ほうっておけない
4. 生きている同士